# La invasión en Navidad
La invasión en Navidad (The Christmas Invasion) es un episodio especial de 60 minutos de la serie británica de ciencia ficción Doctor Who. Se emitió originalmente el día de Navidad, el 25 de diciembre de 2005. Fue el primer episodio completo protagonizado por David Tennant como el Décimo Doctor, y también el primer especial de Navidad producido específicamente para la festividad en la historia de la serie.

## Argumento
El recién regenerado Doctor, sufriendo los efectos secundarios de su regeneración, estrella la TARDIS en Londres. Al salir se encuentra con Jackie Tyler y Mickey Smith y se desploma delante de ellos. Le llevan al piso de Jackie, donde le ponen un pijama del novio de esta y le acuestan. Rose y Mickey deciden salir de compras en Navidad mientras se recupera el Doctor, y les atacan unos robots disfrazados de Santa Claus, por lo que escapan de vuelta al piso. Mientras intentan despertar al Doctor, les ataca un árbol de Navidad que gira con velocidad cortándolo todo a su paso. El Doctor despierta de repente y utiliza su destornillador sónico para destruir el árbol. Antes de volver a caer en un estado de coma, les dice que su regeneración está yendo mal y cree que la energía que despide está atrayendo una amenaza desconocida hacia la Tierra.
Mientras tanto, la nueva Primera Ministro, Harriet Jones, se prepara para una emisión en directo desde la sonda Guinevere One, que debe aterrizar en Marte. Pero una nave espacial gigante que se dirige hacia la Tierra se traga la sonda. Cuando se emite la retransmisión en directo, aparece una cara alienígena que se identifica como un Sycorax. El alienígena demanda que la Tierra se rinda y provoca que un tercio de la población mundial caiga en un estado hipnótico. Los Sycorax amenazan con hacer que esas personas se suiciden a menos que les entreguen la mitad de la población del planeta como esclavos...

## Continuidad
Los robots Santa harán otra aparición en La novia fugitiva, esta vez bajo el control de la Emperatriz de Racnoss. Harriet Jones volverá a aparecer en el episodio La Tierra robada, y se identifica como antigua Primera Ministro. La broma recurrente de este episodio en la que Jones se identifica y la gente le dice que ya saben quién es continua en esa siguiente aparición.
La mano cortada del Doctor volvería a aparecer intensivamente en la primera temporada de Torchwood y de nuevo en Doctor Who a partir de Utopía. En estos episodios, el capitán Jack Harkness tiene en su poder la mano, y la ha estado usando para seguirle la pista al Doctor. En El sonido de los tambores y El último de los Señores del Tiempo, El Amo usa la mano para alterar genéticamente al Doctor. En La hija del Doctor se muestra la mano en la TARDIS burbujeando en su frasco. En El fin del viaje, la mano será imbuida con energía regenerativa, y después de que la toque Donna Noble provocará una meta-crisis, creciendo a partir de ella un clon medio humano del Doctor.

## Producción
Este especial fue el primer episodio completo protagonizado por David Tennant como el Décimo Doctor, que hasta ahora sólo había aparecido brevemente al final de El momento de la despedida y en el minisodio Nacido de nuevo (Doctor Who: Children in Need). El especial de Navidad es una tradición en las series de televisión británica. Aunque esta es la primera historia de Doctor Who pensada e identificada directamente como especial de Navidad, el séptimo episodio de The Daleks' Master Plan se escribió como especial navideño, incluso incluyendo una ruptura de la cuarta pared por parte de William Hartnell en la que deseó feliz Navidad a los espectadores. Aunque no se emitió en Navidad, Los muertos inquietos estaba ambientado en la Nochebuena de 1869.
El Décimo Doctor habla con acento inglés estuario, en contraste con el acento norteño del Noveno Doctor. En una entrevista el 23 de diciembre en BBC Radio 1, Tennant explicó que había una frase en el especial explicando que el recién regenerado Doctor había absorbido el acento de Rose "como un polluelo al salir del huevo", pero la línea se cortó de la emisión final. También utiliza brevemente un acento americano apalache exagerado (cuando le vuelve a crecer la mano cortada y sigue la lucha con el líder Sycorax, afirma que su mano es una "mano luchadora" en ese acento). El prototipo de la espada Sycorax se subastó en eBay para conseguir fondos para el Great Ormond Street Hospital. Se recaudaron 920,51 libras.

### Música
La canción que se escucha durante la escena del guardarropa, Song for Ten, fue compuesta por Murray Gold para el episodio e interpretada por Tim Phillips. La última vez que se había escrito una canción original para la serie fue con The Ballad of the Last Chance Saloon en The Gunfighters (1966). Los créditos de cierre incluyeron un nuevo arreglo de la sintonía en el que se recuperó el puente de la partitura, que se había omitido en la temporada de 2005. Este arreglo también se utilizó en los créditos de cierre de toda la temporada de 2006.
Varios fragmentos de la música de este episodio se publicaron en diciembre de 2006 en la banda sonora de Doctor Who. Entre ellos se incluía Song for Ten, pero no la versión del episodio, sino una nueva versión interpretada por Neil Hannon con letra adicional mencionando los eventos del final de la temporada, El día del Juicio Final.